# Hew Strachan
Sir Hew Francis Anthony Strachan (nascut l'1 de setembre de 1949 a Edimburg, Escòcia) és un historiador militar escocès, conegut pel seu treball en l'administració de l'exèrcit britànic i sobre la història de la Primera Guerra Mundial. En l'actualitat és professor de Relacions Internacionals de la Universitat de St Andrews i un membre del consell de la Reial Companyia d'Arquers, escorta de la reina d'Escòcia. Des de maig de 2014, és Lord Lieutenant de Tweeddale. Abans de traslladar-se a St Andrews, Strachan va ser el Catedràtic Chichele d'Història de la Guerra a All Souls College, Oxford.

## Joventut
Nascut a Edimburg, Escòcia, Strachan va ser educat a l'escola Rugby School. El 1968 va ser mariner mercant durant tres mesos, treballant i viatjant per tot el món en vaixells de la Ben Line Steamers Ltd. A continuació, va passar tres anys al Corpus Christi College, Cambridge, on es va graduar amb BA el 1971 i després amb MA el 1975. El1973, es va unir a un estudi d'antiguitats al Sudan.

## Carrera
El 1975, Strachan va ser triat investigador del Corpus Christi College, i entre 1977 i 1978 va ser catedràtic d'estudis militars a la Reial Acadèmia Militar de Sandhurst. El 1978, va tornar a la universitat de Cambridge com a tutor.
Les seves primeres investigacions i treballs publicats es van centrar en la història de l'exèrcit britànic, i va ser guardonat amb la Medalla de Templer per «From Waterloo to Balaclava (Des de  Waterloo fins a Balaclava), i la Medalla de Westminster per The Politics of the British Army (La política de l'exèrcit britànic). L'Oxford University Press li va encarregar escriure una història de la Primera Guerra Mundial per a substituir un volum de C.R.M.F. Cruttwell de «Una història de la Gran Guerra, 1914-1918». Strachan va completar el primer de tres volums, The First World War: Volume 1: To Arms (La Primera Guerra Mundial, Volum 1: A les armes) el 2001 amb gran èxit i és reconegut com una de les autoritats mundials en la matèria. Paral·lelment amb el llibre The First World War (2004) es va fer una sèrie documental de diverses parts per a la televisió amb el mateix títol. Aquesta sèrie va ser llançada en DVD per Image Entertainment.
Va esdevenir tutor d'admissions i després tutor principal del Corpus Christi College, i el 1992 va ser elegit membre vitalici. Va ser professor d'Història Moderna a la Universitat de Glasgow entre 1992 i 2000, i després va marxar cap a Oxford com a Profesor Chichele d'Història de la Guerra a l'escola All Souls School.
Va ser director del programa d'Oxford «el caràcter canviant de la guerra entre 2004 i 2015», i ha publicat una sèrie d'articles importants sobre estratègia, així llibres que han sorgit a partir del projecte.
És membre de la Royal Society of Edinburgh i de la Royal Historical Society. Va ser nomenat Deputy Lieutenant de Tweeddale el 2006. És membre del Grup Assessor Acadèmic de la Royal Air Force Centre for Air Power Studies. A més, està cap del grup assessor estratègic de Defensa, al Consell Assessor de l'Acadèmia de Defensa del Regne Unit, i és assessor del Barsanti Military History Center a la Universitat del Nord de Texas. Va ser membre del consell del National Army Museum i actualment és administrador de l'Imperial War Museum.
Va ser un professor visitant de l'Acadèmia de la Força Aèria Reial de Noruega ea Trondheim, i el 2009 va ser visitant de la Càtedra Sir Howard Kippenberger a la Universitat de Victòria, Wellington.
Al 20 de maig de 2014, Strachan va ser designat com a Lord Lieutenant de Tweeddale, en successió al capità David Bingham Younger.
Al 2015, va abandonar Oxford per a una càtedra de Relacions Internacionals a la Universitat de St Andrews.

## Observacions
El gener de 2014, Strachan va dir al The Daily Beast que els fracassos a l'Afganistan i Síria han demostrat que president Barack Obama era «crònicament incapaç» de tenir estratègia militar. Va dir: «Bush pot haver tingut objectius polítics totalment fantasiosos en termes de tractar de lliurar una guerra global contra el terrorisme, que era inherentment estratègica, però almenys tenia una idea clara del que volia fer al món. Obama no té sentit del que vol fer al món».

## Vida personal
Estava casat amb Catherine Margaret Blackburn i van tenir dos fills. Després es va casar amb Pamela Symes i junts tenen un fill.

## Honors
Strachan és doctor honoris causa de la Universitat de Paisley.
Va ser nomenat cavaller en 2013 als Honors d'Any Nou per als serveis al Ministeri de Defensa.

## Selecció de publicacions
- British Military Uniforms, 1768–1796 (Arms and Armour, 1975)
- History of the Cambridge University Officers Training Corps (1976) ISBN 0-85936-059-8 OCLC 2647367
- European Armies and the Conduct of War (London, 1983) ISBN 0-415-07863-6
- Wellington's Legacy: The Reform of the British Army 1830–54 (Manchester, 1984) ISBN 0-7190-0994-4
- From Waterloo to Balaclava: Tactics, Technology and the British Army (Cambridge, 1985) ISBN 0-521-30439-3
- The Politics of the British Army (Oxford, 1997) ISBN 0-19-820670-4
- The Oxford Illustrated History of the First World War (ed.) (Oxford, 1998) ISBN 0-19-820614-3
- The First World War: Volume 1: To Arms (Oxford, 2001) ISBN 0-19-926191-1 (el primer de tres volums)
- Military Lives Oxford: Oxford University Press, 2002. ISBN 0-19-860532-3
- The First World War: A New Illustrated History (Simon & Schuster, 2003)
- The First World War (Viking, 2004) ISBN 0-670-03295-6 (volum únic)
- The First World War in Africa (Oxford, 2004) ISBN 0199257280
- German Strategy in the First World War in Wolfgang Elz and Sönke Neitzel: Internationale Beziehungen im 19. und 20. Jahrhundert, pp. 127–144 (2003) ISBN 3-506-70140-1
- Clausewitz's On War: a Biography (Atlantic Monthly Press 2007) ISBN 0-87113-956-1.
- with Holger Afflerbach: How Fighting Ends. A History of Surrender. Oxford University Press, Oxford/New York 2012, ISBN 978-0-19-969362-7.
- The Direction of War: Contemporary Strategy in Historical Perspective 2013. ISBN 1-107-04785-4 OCLC 852957790

## Televisió
- Channel 4 DVD: The First World War – Sèrie completa  ASIN: B0009S2K9C (basada en aquest llibre)